# Budapesti Torna Club
El Budapesti Torna Club (en español: Club de Gimnasia de Budapest)  fue un club de fútbol de la ciudad de Budapest en Hungría. Este club fue el ganador de las dos primeras temporadas de la Liga de Fútbol de Hungría, en los años 1901 y 1902.
El club participó en distintas disciplinas deportivas como el boxeo, atletismo, ciclismo, baloncesto, tenis, balonmano y esgrima. 

## Historia
El Budapesti T. C. fue uno de los primeros clubes del Imperio Austro-Húngaro y en 1897 fundó su equipo de fútbol. Budapest TC ganó las dos primeras ediciones del Campeonato de Hungría en 1901 y 1902, de hecho, en 1902 llegan a la final de la Copa Desafió que perdió ante el equipo austriaco del Vienna Cricket and Football Club. 
En 1910, BTC fue derrotado por MTK Budapest por 3-1 en la primera edición de la Copa de Hungría. Además según algunas fuentes históricas, el club habría ganado la Copa Challenge, derrotando en la final de la edición 1909-10 al Wiener Sport-Club por 2-1. La mayoría de las fuentes indican que el torneo no se llevó a cabo este año.

## Palmarés

### Títulos nacionales (3)
- Liga de Fútbol de Hungría (2): 1901, 1902.
- Copa Challenge (1): 1909-10.

- Subcampeón de la Liga de Fútbol de Hungría (1): 1903.
- Subcampeón de la Copa de Hungría (1): 1910.